# ألين أوميتش
ألين أوميتش (بالسلوفينية: Alen Omić)‏ مواليد 6 مايو 1992 في جمهورية البوسنة والهرسك، هو لاعب كرة سلة سلوفيني. بدأ مسيرته الاحترافية في سنة 2009. يحمل الرقم 92. يبلغ طوله 7 قدم 1 بوصة (2.2 م).

## المسيرة الاحترافية
لعب مع زلاتوروج لاشكو من سنة 2009 إلى 2012، ثم لعب مع نادي أوليمبيا لكرة السلة من سنة 2012 إلى 2015، ثم لعب مع سي بي غران كناريا في الدوري الإسباني في موسم 2015–2016، ثم لعب مع نادي أنادولو إفيس لكرة السلة في موسم 2016–2017، ثم لعب مع بالونكيستو مالقا في الدوري الإسباني في سنة 2017.

## إحصائيات المسيرة

### الدوري الأوروبي
| السنة   | الفريق                       | لعب | بدأ | دقيقة | ميداني% | ثلاثية | حرة  | ارتداد | صنع | استلاب | تصدي | نقطة | أداء |
| ------- | ---------------------------- | --- | --- | ----- | ------- | ------ | ---- | ------ | --- | ------ | ---- | ---- | ---- |
| 2012–13 | نادي أوليمبيا لكرة السلة     | 10  | 0   | 12.5  | .416    | .000   | .625 | 3.8    | .1  | .1     | .3   | 5.0  | 5.8  |
| 2016–17 | نادي أنادولو إفيس لكرة السلة | 17  | 1   | 8.1   | .55     | –      | .375 | 1.5    | .4  | .2     | .2   | 2.9  | 2.4  |
| المسيرة | المسيرة                      | 27  | 1   |       | .500    | .000   | .542 | 2.4    | .3  | .1     | .1   | 3.7  |      |

### كأس أوروبا
| السنة   | الفريق         | لعب | بدأ | دقيقة | ميداني% | ثلاثية | حرة  | ارتداد | صنع | استلاب | تصدي | نقطة | أداء |
| ------- | -------------- | --- | --- | ----- | ------- | ------ | ---- | ------ | --- | ------ | ---- | ---- | ---- |
| 2013–14 | يونيون أولمبيا | 16  | -   | 22.6  | .596    | .000   | .617 | 5.3    | .4  | .3     | 1.1  | 9.3  | -    |
| 2014–15 | يونيون أولمبيا | 15  | -   | 24.5  | .538    | .000   | .661 | 6.9    | 1.2 | .7     | .7   | 11.9 | -    |
| المسيرة |                | 31  | -   | 23.5  | .563    | .000   | .639 | 6.1    | .8  | .5     | .9   | 10.6 | -    |

## روابط خارجية
- ألين أوميتش على موقع الاتحاد الدولي لكرة السلة (الإنجليزية)
- ألين أوميتش على موقع الدوري الأوروبي لكرة السلة (الإنجليزية)
- ألين أوميتش على موقع الدوري الإسباني لكرة السلة (الإسبانية)
- ألين أوميتش على موقع كرة السلة الأوروبية.كوم (الإنجليزية)
- ألين أوميتش على موقع ريلجم (الإنجليزية)
- ألين أوميتش على موقع بروبوليرز (الإنجليزية)
- ألين أوميتش على موقع سبورتس رفرنس (الإنجليزية)